# Kaliszer Leben
Kaliszer Leben (jidysz קאַלישער לעבען; pol. Życie Kaliskie) – żydowski tygodnik polityczny, społeczny i ekonomiczny wydawany w latach 1927–1939 w Kaliszu.